# Monotype Corporation
Monotype Imaging, Inc é uma empresa especializada na criação de fontes tipográficas, e responsável por muitas inovações na tecnologia de impressão. Seu produto mais conhecido foi a fonte Times New Roman.